# Cacalotes
Los Cacalotes (Del Nahuatl Cacalotl "Cuervo") fueron una tribu de Tamaulipas, México perteneciente a los pueblos Tamaulitecos, eran clasificados por los cronistas españoles como miembros del grupo de los Pelones.
Los cacalotes eran relativamente pacíficos ya que no atacaron a los españoles y habitaban lo que ahora es Mier, Cerralvo, Montemorelos, General Terán y Cadereyta.
Al llegár los españoles, los cacalotes fueron evangelizados en la Misión de Reynosa y enviados a combatir a los Coyame, por los españoles.